# Angelin Preljocaj
Angelin Preljocaj (ur. 19 stycznia 1957 w Sucy-en-Brie) – francuski tancerz i choreograf pochodzenia albańskiego.

## Życiorys
Po ukończeniu studiów tanecznych kontynuował naukę w Nowym Jorku, w 1981 roku dołączył do grupy tanecznej Dominique’a Bagoueta.
W 1984 roku założył grupę Compagnie Preljocaj, która 12 lat później zmieniła nazwę na Ballet Preljocaj; stała się jedną z najważniejszych grup z gatunku nouvelle danse française.
W 2019 roku został wykładowcą choreografii na Académie des beaux-arts.

## Wybrane choreografie[1][3]
- Les noces (1989)
- Roméo et Juliette (1990, 1996)
- Hommage aux Ballets Russes (1993)
- Annonciation (1995)
- L'oiseau de feu (1995)
- Paysage après la bataille (1997)
- Casanova (1998)
- Personne n'épouse les méduses (1999)
- Portraits in corpore (2000)
- Le sacre du printemps (2001)
- Near life experience (2003)
- Le songe de Médée (2004)
- Les 4 saisons (2005)
- Eldorado (2007)

## Odznaczenia[2]
- Oficer Orderu Sztuki i Literatury
- Kawaler Legii Honorowej (1997)[1][4]
- Oficer Orderu Narodowego Zasługi (2006)